# رامون هندريكس
رامون هندريكس (مواليد 18 يوليو 2001) هو لاعب كرة قدم هولندي يلعب في مركز الدفاع في نادي فاينورد.

## وصلات خارجية
- رامون هندريكس على موقع الاتحاد الأوربي (الإنجليزية)
- رامون هندريكس على موقع قاعدة بيانات كرة القدم.إي يو (الإنجليزية)
- رامون هندريكس على موقع Soccerbase.com (لاعب) (الإنجليزية)
- رامون هندريكس على موقع Soccerway.com (الإنجليزية)
- رامون هندريكس على موقع عالم كرة القدم.نت (الإنجليزية)